# 魅影破壞者
《魅影破壞者》是2011年格鬥遊戲，由5pb.开发及发行，对应Xbox 360平台。

## 发行
《魅影破壞者》原定2011年4月发行，后延期至6月发行。北美版计划2012年第一季度发行但没有下文。